# 波旁 (密蘇里州)
波旁（英語：Bourbon）是位於美國密蘇里州克勞福德縣的城市。

## 人口
根據2020年美國人口普查的數據，波旁的面積為3.46平方千米，皆為陸地。當地共有人口1567人，而人口密度為每平方千米453人。